# No One
No One ist ein Song der US-amerikanischen R&B-Sängerin Alicia Keys. Das Lied erreichte Platz 1 der Billboard Hot 100.

## Entstehung und Veröffentlichung
No One wurde von Keys, Kerry Brothers Jr. und George M. Harry für ihr drittes Album As I Am geschrieben, produziert wurde es von Keys, Brothers und Dirty Harry. In einem Interview erzählte Keys, dass No One einer der letzten Songs war, die für As I Am geschrieben wurden.

## Kritik
Die Washington Post bezeichnet den Song als Juwel mit einem Bob-Marley-Groove. Billboard betont, der Song zeige die Sängerin auf beste Weise und das gefühlvolle Lied mache einen Riesenspaß mitzusingen.

## Kommerzieller Erfolg
In den Billboard Hot 100 wurde No One nach Fallin’ und My Boo ihr dritter Nummer-1-Hit.

### Chartplatzierungen
| ChartsChartplatzierungen       | Höchstplatzierung | Wochen |
| ------------------------------ | ----------------- | ------ |
| Deutschland (GfK)              | 3 (27 Wo.)        | 27     |
| Österreich (Ö3)                | 3 (27 Wo.)        | 27     |
| Schweiz (IFPI)                 | 1 (44 Wo.)        | 44     |
| Vereinigte Staaten (Billboard) | 1 (39 Wo.)        | 39     |
| Vereinigtes Königreich (OCC)   | 6 (29 Wo.)        | 29     |

| ChartsJahrescharts (2007)      | Platzierung |
| ------------------------------ | ----------- |
| Deutschland (GfK)              | 73          |
| Schweiz (IFPI)                 | 23          |
| Vereinigte Staaten (Billboard) | 76          |
| Vereinigtes Königreich (OCC)   | 49          |

| ChartsJahrescharts (2008)      | Platzierung |
| ------------------------------ | ----------- |
| Deutschland (GfK)              | 24          |
| Österreich (Ö3)                | 23          |
| Schweiz (IFPI)                 | 24          |
| Vereinigte Staaten (Billboard) | 3           |
| Vereinigtes Königreich (OCC)   | 90          |

| ChartsJahrescharts (2000–2009) | Platzierung |
| ------------------------------ | ----------- |
| Vereinigte Staaten (Billboard) | 6           |

### Auszeichnungen für Musikverkäufe
| Land/Region                  | Auszeichnungen für Musikverkäufe (Land/Region, Auszeichnung, Verkäufe) | Verkäufe   |
| ---------------------------- | ---------------------------------------------------------------------- | ---------- |
| Australien (ARIA)            | 6× Platin                                                              | 420.000    |
| Belgien (BRMA)               | Gold                                                                   | 25.000     |
| Dänemark (IFPI)              | Platin                                                                 | 30.000     |
| Deutschland (BVMI)           | Gold                                                                   | 150.000    |
| Frankreich (SNEP)            | Gold                                                                   | 66.666     |
| Italien (FIMI)               | Platin                                                                 | 70.000     |
| Japan (RIAJ)                 | Gold (Downloads) · + Gold (Radio Edit, Mobile Downloads)               | 200.000    |
| Kanada (MC)                  | 2× Platin (Single) · + 2× Platin (Ringtone)                            | 160.000    |
| Mexiko (AMPROFON)            | 2× Platin                                                              | 120.000    |
| Neuseeland (RMNZ)            | 5× Platin                                                              | 150.000    |
| Portugal (AFP)               | Platin                                                                 | 10.000     |
| Schweden (IFPI)              | Platin                                                                 | 20.000     |
| Spanien (Promusicae)         | 2× Platin                                                              | 40.000     |
| Vereinigte Staaten (RIAA)    | Diamant (Digital) · + 2× Platin (Mastertone)                           | 12.000.000 |
| Vereinigtes Königreich (BPI) | 2× Platin                                                              | 1.200.000  |
| Insgesamt                    | 5× Gold · 27× Platin · 1× Diamant ·                                    | 14.661.666 |

Hauptartikel: Alicia Keys/Auszeichnungen für Musikverkäufe